# Arcata di Flint
L'arcata di Flint è un arco arterovenoso situato alla base della piramide del Malpighi nel rene. Il nome deriva dal suo scopritore, Austin Flint.
All'esame di una sezione frontale del rene si distinguono due zone: la midollare, cioè più profonda, formata da varie piramidi con apice nel calice renale e base verso la parte più superficiale, la corticale. Questa formazione è detta piramide del Malpighi. Dalla sostanza corticale partono dei tralci fibrosi che penetrano nelle piramidi del Malpighi, le colonne del Bertin. Vasi e nervi sono disposti lungo questi assi maggiori e alla base è situata l'arcata di Flint.